# Amberley (Herefordshire)
Amberley – wieś w Anglii, w Herefordshire, w dystrykcie (unitary authority) Herefordshire. Leży 7,6 km od miasta Hereford i 190,4 km od Londynu. W 1881 roku civil parish liczyła 34 mieszkańców. Amberley jest wspomniana w Domesday Book (1086) jako Amburlege.